# Fosta școală militară din Târgu Secuiesc
Fosta școală militară din Târgu Secuiesc este un monument istoric aflat pe teritoriul municipiului Târgu Secuiesc.